# Ratko Janev
Ratko Janev, jugoslovanski in srbski atomski fizik, * 30. marec 1939, Sveti Vrač, † 31. december 2019, Beograd.

## Življenjepis
Ratko Janev se je rodil 30. marca 1939 v Svetem Vraču v Bolgariji. V mladosti se je preselil v Jugoslavijo, kjer je 1957 končal srednjo gimnazijo v Skopju, nato pa se je šolal na Univerzi v Beogradu, kjer je leta 1968 doktoriral. Od 1965 je bil sodelavec v Jedrskem inštitutu Vinča. Od leta 1986 je bil vodja oddelka za atomsko in molekularno enoto Mednarodne agencije za atomsko energijo na Dunaju. Bil je član Makedonske akademije za znanost in umetnost.
Leta 2004 mu je Fundacija Alexandra von Humboldta podelila nagrado za raziskovanje za projekt "Modeliranje in diagnostika plazemskega roba / preusmeritvene plazme" o razumevanju plazme hladne mejne plasti v jedrskih fuzijskih reaktorjih, izveden v sodelovanju z raziskovalnim središčem.

## Objave
- S. B. Zhang, J. G. Wang, and R. K. Janev, Phys. Rev. Lett. 104, 023203 (2010).
- Y. K. Yang, Y. Wu, Y. Z. Qu, J. G. Wang, R. K. Janev, and S. B. Zhang, Phys. Lett. A 383, 1929 (2019).
- J. Li, S. B. Zhang, B. J. Ye, J. G. Wang, and R. K. Janev, Physics of Plasmas 23, 123511 (2016).
- R. K. Janev, S. B. Zhang, and J. G. Wang, Matter and Radiation at Extremes 1, 237 (2016).
- R. K. Janev, Atomic and molecular processes in fusion edge plasmas (Springer Science, 2013).
- S. L. Zeng, L. Liu, J. G. Wang, and R. K. Janev, Journal of Physics B-Atomic Molecular and Optical Physics 41, 135202 (2008).
- Y. Y. Qi, J. G. Wang, and R. K. Janev, Phys. Rev. A 78, 062511 (2008).
- (Janev, L. Presnyakow and W.Schewelko): " Physics of highly charged ions", 1985
- (Janev, Detlev Reiter): "Unified analytic representation of hydrocarbon impurity collision cross sections", in: Journal of Nuclear Materials, in 2003
- "Atomska fizika" (Atomic physics), MANU, Skopje, 2012.
- Atomic_and_plasma_material_interaction https://books.google.com/books/about/Atomic_and_plasma_material_interaction_p.html?id=rSNRAAAAMAAJ&redir_esc=y
- Collision Processes of Hydrocarbon Species in Hydrogen Plasmas https://www.amazon.co.uk/Collision-Processes-Hydrocarbon-Species-Hydrogen/dp/B0019T6NK2/ref=sr_1_2?s=books&ie=UTF8&qid=1349889726&sr=1-2